# Pseudodistoma cyrnusense
Pseudodistoma cyrnusense är en sjöpungsart som beskrevs av Peres 1952. Pseudodistoma cyrnusense ingår i släktet Pseudodistoma och familjen Pseudodistomidae. Inga underarter finns listade i Catalogue of Life.